# Ludovico de Torres
Ludovico de Torres (1552 Řím – 8. července 1609 Řím) byl italský římskokatolický kněz, kardinál a arcibiskup Monreale.

## Život
Narodil se roku 1552 v Římě. Jeho rodina pocházela ze španělské Málagy a v Římě se uadili v první polovině 16. století. Na Univerzitě v Perugii studoval právo a na Boloňské univerzitě získal doktorát utroque iure (kanonického i občanského práva). V Římě získal klerikální tonzuru. Poté odešel do Monreale, kde jeho strýc Luigi Torres byl arcibiskupem a roku 1572 byl jmenován jeho generálním vikářem. Dále se vrátil do Římě kde byl jmenován vikářem San Lorenzo in Damaso. Stal se kanovníkem Baziliky Panny Marie Sněžné a apoštolským zapisovatelem. Jeho blízkým přítelem byl básník Torquato Tasso. Dále pokračoval jako referendář Tribunálu apoštolské signatury.
Dne 22. ledna 1588 byl jmenován metropolitním arcibiskupem Monreale. Biskupské svěcení přijal 31. ledna 1588 z rukou kardinála Gabriela Paleottiho a spolusvětiteli byli arcibiskup Silvio Savelli a biskup José Esteve Juan.
Dne 11. září 1606 byl papežem Pavlem V. jmenován kardinálem. Kardinálský biret převzal 9. prosince 1606 s titulem kardinál-kněz ze San Pancrazio.
Dne 4. července 1607 byl jmenován knihovníkem Vatikánské apoštolské knihovny.
Zemřel 8. července 1609 v Římě. Pohřben byl v blízkosti hlavního oltáře svého titulárního kostela. Nyní jeho tělo leží v kapli Nejsvětější svátosti katedrály v Monreale.